# 吉列伊
吉列伊（羅馬化：Girey）是俄罗斯克拉斯诺达尔边疆区的市级镇，属古利克维奇区，位于库班河左岸，地处克拉斯诺达尔边疆区东部，在区行政中心古利克维奇北偏西、边疆区首府克拉斯诺达尔东北方。
该地2021年人口有6,554人；2010年人口6,586；2002年人口6,626；1989年人口5,769。